# إزالة الثلج

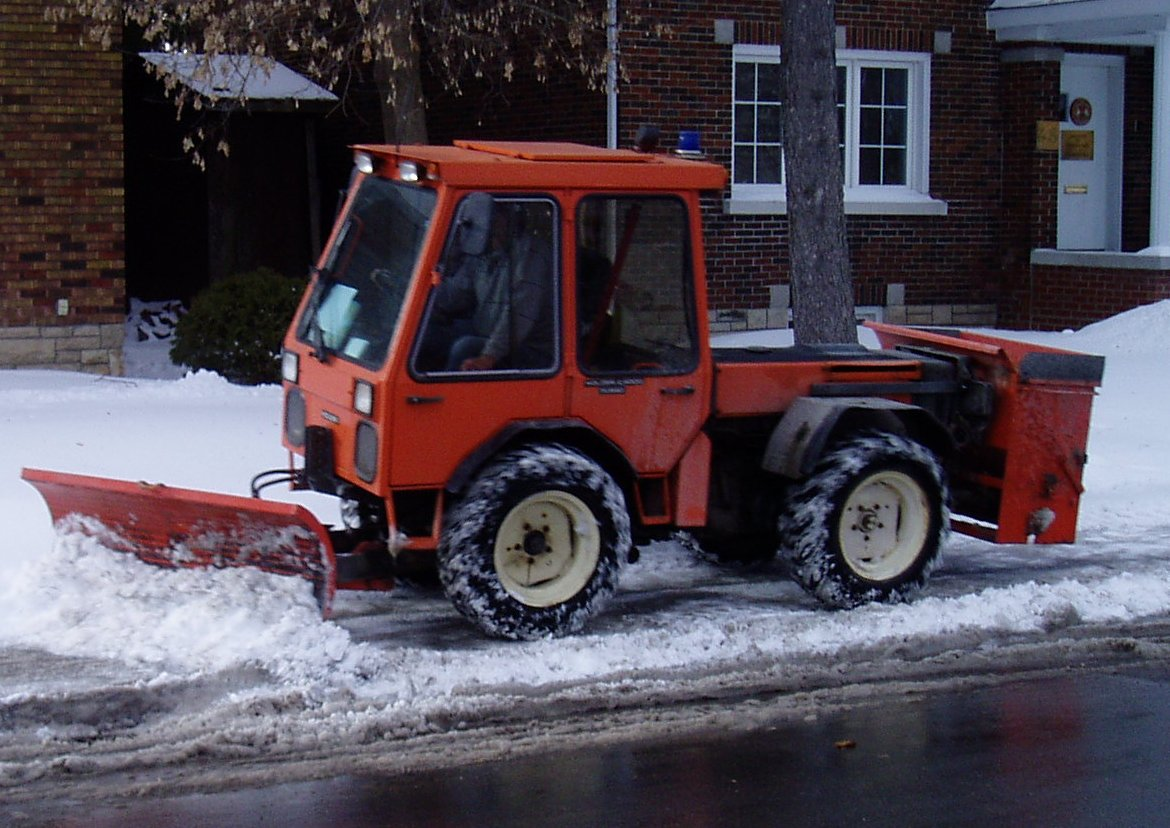
آلية تقوم بإزالة الثلج في أوتاوا، أونتاريو، كندا.

إزالة الثلج هي عملية إزالة الثلج بعد تساقط الثلج لجعل التنقل أسهل وأكثر أمنا. يُزيلهُ الأفراد والمؤسسات والحكومات. ويُستخدم لذلك عدة أدوات بسيطة مثل مجرفة وجاروف وآليات مثل كاسحة ثلوج وجرافة.

## وصلات خارجية
- Have Snow Shovel, Will Travel: A History of Snow Removal
- Comparison of snow and ice melting substances